# Засекречено
«Засекречено» або «Цілком таємно» (англ. Classified) — американський бойовик/трилер режисера Роеля Рейна.
Головні ролі зіграли Аарон Екгарт, Ебігейл Бреслін та Тім Рот. Фільм вийшов на відео в 2024 році на замовлення компанії Sony Pictures Home Entertainment.
Зйомки проходили на Мальті в квітні 2023 року.
За словами Ебігейл Бреслін, під час зйомок актор Аарон Екгарт поводився доволі агресивно, що змусило її поскаржитися на нього. Результатом цієї історії стало те, що творці фільму подали на акторку до суду.

## Сюжет
Еван Шоу — агент таємного підрозділу ЦРУ, який створив Кевін Енглер. Його робота полягає в тому, щоб ліквідовувати різних людей. Інформацію про свої мішені Шоу отримує з газет, розшифровуючи певні оголошення. Потім він звертається в аеропорт того міста, де має виконати роботу, щоб нібито повернути залишену валізу. В ній міститься зброя та всі необхідні матеріали. Після завершення місії Еван знищує всі докази, щоб було неможливо ідентифікувати виконавця.
Останнім часом Шоу все частіше згадує свою кохану — аналітикиню MI6 Моніку Вокер, яка загинула внаслідок нещасного випадку. Саме її смерть змусила Евана повернутися до співпраці з Енглером, адже до цього він пішов у відставку.
Під час чергового завдання в Римі агент зустрічає іншу аналітикиню МІ6, Кейсі, яка намагається донести до нього важливу інформацію. Вона стверджує, що його підрозділ давно припинив існування, а сам Кевін помер. Тому нині він просто виконує роботу кілера. При цьому невідомо, хто є замовником. Спочатку Еван не вірить цим фактам і має намір просто вбити Кейсі, щоб далі виконувати свою роботу та не залишати слідів. Однак пізніше він перевіряє отриману інформацію. Шокований тим, що Енглер дійсно помер, він повертається до Кейсі та разом з нею вирушає до Мальти, щоб знайти там всі відповіді на свої питання…

## У ролях
| Актор           | Роль         |
| --------------- | ------------ |
| Аарон Екгарт    | Еван Шоу     |
| Ебігейл Бреслін | Кейсі Вокер  |
| Тім Рот         | Кевін Енглер |

## Відгуки
Фільм отримав багато негативних відгуків. Так на сайті Rotten Tomatoes станом на лютий 2025 року у нього немає рейтингу, хоча є 9 відгуків. Аналогічна ситуація і на сайті Metacritic, де відгуки про фільм залишили 4 особи.